# Emmelia delphinensis
Emmelia delphinensis is een vlinder van de familie van de uilen (Noctuidae). De wetenschappelijke naam van deze soort is voor het eerst voorgesteld als Tarache delphinensis door Pierre Viette in een publicatie uit 1968.
De soort komt voor op Madagaskar.